# Alfa Romeo RL
De Alfa Romeo RL is een model van Alfa Romeo dat werd gebouwd tussen 1922 en 1927 en kan het meesterwerk van Giuseppe Merosi genoemd worden.
Na de Eerste Wereldoorlog begon Alfa Romeo opnieuw met het ontwikkelen van de auto's. Het eerste naoorlogse model werd de Alfa Romeo G1, maar al snel begon Merosi met het ontwerpen van de RL. De wagen kreeg een 3 liter zescilindermotor met klepstoters en kopkleppen. Van de RL waren drie varianten verkrijgbaar: een Normal, een Touring en een Sport. Het vermogen varieerde hierbij van 55 tot en met 71 pk. De meest krachtige variant haalde over een afstand van 10 km een gemiddelde snelheid van 178 km/u. Op basis van de RL werd ook een kleinere wagen ontwikkeld, de Alfa Romeo RM met een 2 liter viercilindermotor. 
Om het merk enige bekendheid te geven en de personenwagens te promoten werd de RL ook ingezet in verschillende races. In 1923 werd met een sportversie van de RL de Targa Florio gewonnen. In 1927 werd de RL Super Sport met een carrosserie van Zagato vierde in de eerste Mille Miglia.
De RL bleef tot 1927 in productie, tot hij werd opgevolgd door de Alfa Romeo 6C.